# Lammstek

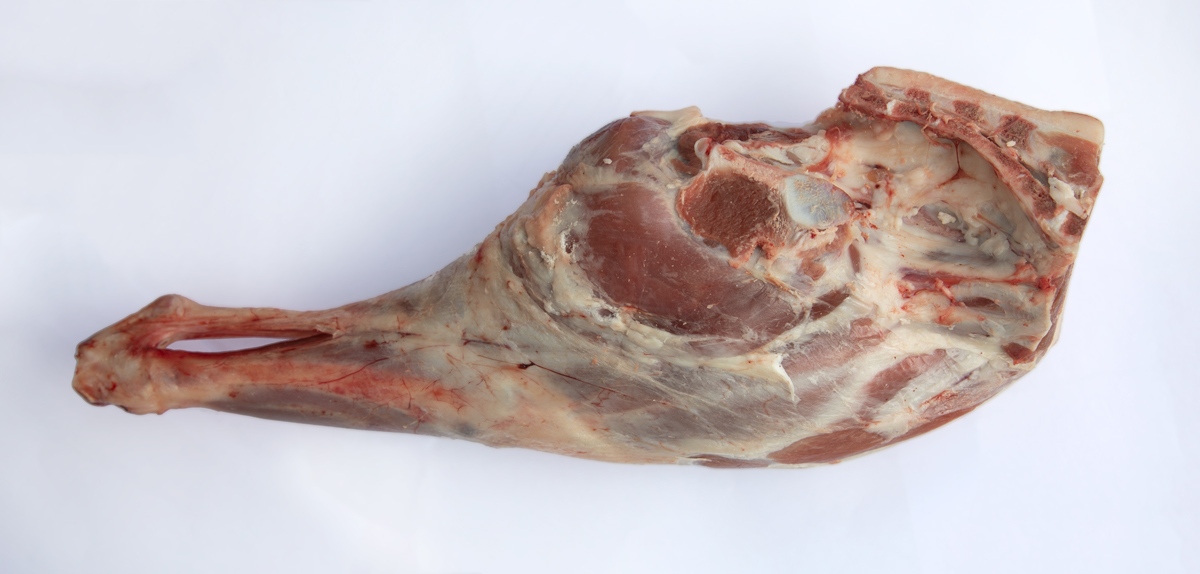
Lammstek.

Lammstek är en styckningsdetalj av lamm, som sitter på lammets bakdel. Lammstek säljs med eller utan ben, hel eller i skivor. Lammsteken kan också styckas anatomiskt till mindre delar: innanlår, fransyska, ytterlår och rulle.
Att ugnssteka lamm tar ca 1 timme per kilo i 175° C. Steken har rosafärgat kött vid 60–65° och är genomstekt när innertemperaturen är 68–70°.  
Ordet stek används som ett samlingsbegrepp för flera olika detaljer, men det som vanligen åsyftas är de båda lammstekarna från lammets bakdel.
Lammsteken är landskapsrätt för Gotland.  